# Parc Geològic Nacional Zhangye Danxia
El Parc Geològic Nacional Zhangye Danxia (en xinès: 张掖丹霞国家地质公园) o Parc Geològic Nacional de la Danxia de Zhangye és un parc geològic que es troba prop de la ciutat de Zhangye, a la província de Gansu, al nord-oest de la República Popular de la Xina. Amb una superfície de 520 km², anteriorment va ser parc provincial i zona turística. Es va convertir en parc geològic nacional al novembre de 2011. Conegut per les seves acolorides formacions rocoses, votades pels mitjans de comunicació xinesos com unes de les més belles formacions del relleu a la Xina.
«Danxia» (núvols rosats) és el nom que rep un tipus de relleu de les muntanyes a la Xina, declarat Patrimoni de la Humanitat el 2010.

## Ubicació
El parc està situat als estreps septentrionals de les muntanyes Qilian, en els comtats de Linze i Sunan, que estan sota l'administració de la ciutat-prefectura de Zhangye, província de Gansu. Les principals àrees del relleu Danxia estan als municipis de Kangle i Baiyin.
El cor del parc, el paratge pintoresc de Linze Danxia, es troba a 30 km a l'oest de la ciutat de Zhangye i a 20 km al sud de la seu del Comtat de Linze. És la part més desenvolupada i la més visitada del parc. Un segon paratge pintoresc, Binggou Danxia (冰沟), situat a la riba nord del riu Liyuan (梨园河), es va inaugurar oficialment el 3 d'agost de 2014. Binggou cobreix una àrea de 300 km², i la seva altitud oscil·la entre 1.500 i 2.500 metres sobre el nivell del mar. Una tercera àrea, el paratge pintoresc de Sunan Danxia, es troba en Ganjun, al sud de Linze.

## Relleu
El parc Zhangye Danxia és conegut pels colors inusuals de les seves roques, que són suaus, nítids i tenen alguns centenars de metres d'altura. Són el resultat dels dipòsits de roques sorrenques i d'altres minerals que es van produir fa més de 24 milions d'anys. El resultat, similar a les capes d'un pastís, està relacionat amb l'acció de les mateixes plaques tectòniques responsables de crear part de l'Himàlaia. El vent, la pluja i el temps han esculpit les muntanyes amb formes particulars, com són torres, columnes i barrancs, amb diversos colors, models i mides.

## Mitjans de comunicació i turisme
El 2005, el parc Zhangye Danxia va ser votat per un jurat de periodistes dels 34 principals mitjans de comunicació de la Xina com una de les zones més belles del relleu Danxia. El 2009, la revista xinesa Geografia nacional xinesa (en xinès: 中国国家地理) va triar Zhangye Danxia com una de les «sis més belles formacions del relleu» a la Xina. La zona s'ha convertit en una atracció turística per a Zhangye. S'han construït una sèrie de passarel·les de fusta i vies d'accés per a ajudar els visitants a explorar les formacions rocoses. En 2014, ss van invertir 100 milions de iuans per a millorar les instal·lacions del paratge de Binggou.